# زیزینیا (اسکندریه)
زیزینیا (به عربی: زیزینیا) یک محله در مصر است که در استان اسکندریه واقع شده‌است.